# Loose Screw
Loose Screw är det åttonde studioalbumet av den engelska rockgruppen The Pretenders, utgivet den 12 november 2002 på Artemis Records. Albumet producerades av Jonathan Quarmby och Kevin Bacon. Det innehåller singlarna "You Know Who Your Friends Are", "Time", "Saving Grace" och "The Losing".

## Låtlista
Alla låtar skrivna av Adam Seymour och Chrissie Hynde, där inget annat anges.
1. "Lie to Me" – 2:23
2. "Time" – 3:58
3. "You Know Who Your Friends Are" – 3:30
4. "Complex Person" – 2:47
5. "Fools Must Die" – 2:36
6. "Kinda Nice, I Like It" – 3:37
7. "Nothing Breaks Like a Heart" (Hynde, Billy Steinberg, Tom Kelly) – 3:28
8. "I Should Of" – 4:03
9. "Clean Up Woman" – 3:25
10. "The Losing" – 4:51
11. "Saving Grace" (Hynde, Steinberg, Kelly) – 3:20
12. "Walk Like a Panther" (Richard Barratt, Jason Buckle, Jarvis Cocker, Dean Honer) – 4:42

## Medverkande
- Chrissie Hynde – sång, gitarr
- Adam Seymour – gitarr
- Andy Hobson – elbas
- Martin Chambers – trummor